# Antena 2 (Colômbia)
Antena 2 é uma cadeia colombiana de emissoras de rádio com conteúdo esportivo, pertencente a rede nacional RCN Radio. Constitui a primeira cadeia esportiva da América Latina.
A Antena 2 transmite partidas de futebol colombiano e internacional, a Fórmula 1, eventos de hipismo, dentre outros. Seu sinal é transmitido via satélite para 20 emissoras em AM, em toda a Colômbia.